# Laser Weapon System
O Laser Weapon System ou LaWS é uma arma de energia dirigida desenvolvida pela Marinha dos Estados Unidos. A arma foi instalada no navio USS Ponce para testes de campo em 2014. Em dezembro de 2014, a Marinha dos Estados Unidos relatou que o sistema funcionou perfeitamente, e que o comandante do USS Ponce está autorizado a usar o sistema como uma arma defensiva.

## Propósito
A utilização prevista para a arma é de defesa de navios contra drones ou atacantes em pequenos barcos, suicidas ou não; Atualmente, a arma não é capaz de destruir mísseis, aviões de grande porte, navios ou objetos submersos. LaWS utiliza um feixe de infravermelhos de estado sólido, que pode ser ajustado para um alto rendimento e destruir o alvo ou baixo rendimento para avisar ou incapacitar os sensores de um alvo. Entre as vantagens deste dispositivo e as vantagens de se utilizar projéteis convecionais está o baixo custo por tiro, uma vez que cada disparo da arma requer apenas o custo mínimo para gerar um impulso de energia; Enquanto que munições para armas de projétil deve ser projetado, fabricado, manuseados, transportados e mantidos, e para isso ocupa o espaço de armazenamento.